# 제187보병여단 (미국)
제187보병여단(187th Infantry Brigade)는 미국 육군의 보병여단이다.

## 역사

### 전간기, 제2차 세계 대전
부대는 처음에 1921년 6월 24일에 구상되었고 5개월이 지난 11월에 매사추세츠주 보스턴에서 편성되었다. 1942년까지 사각사단 편제를 채용하였던 제94보병사단의 휘하 두개 여단 중의 하나였고, 삼각사단 편제가 도입된 후에 여단은 1942년 2월 12일 미시간주의 캠프 커스터에서 제94사단 수색대로 변환되었다. 3소대는 제188보병여단, 본부 및 본부중대를 변환해서 편성하였다.
제2차 세계 대전이 발발하자, 유럽 전구에 참가하였으며, 미국 본토로 돌아온 부대는 1946년 2월 7일 뉴저지주 캠프 킬머에서 해산하였다.

### 냉전
1947년 2월 6일에 제94기계화기병수색중대로 재편성되어 2월 13일, 매사추세츠주 보스턴에서 재소집되었다. 1953년 3월 20일, 코하셋으로 옮겨가 6년 후의 1959년 5월 1일에서 제94사단 배속이 풀림과 함께 해산하다.
1962년 11월 5일, 부대는 "제187보병여단, 본부 및 본부중대"으로 최초의 여단 형태로 복원되었다. 1963년 1월 7일에 또다시 매사추세츠주 보스턴에서 재소집되었다. 여단은 본토를 벗어나지 않았으며, 1971년 10월 25일 울라스턴, 1976년 7월 13일 포트 데벤스으로 옮겨갔다. 1994년 4월 14일, 냉전이 끝을 맺으면서 병력 감축에 따라 해산하였다.
- 본부 및 본부중대
- 제16보병연대, 3대대
- 제18보병연대, 3대대
- 제35보병연대, 3대대
- 제5보병연대, 5대대
- 제34기갑연대, 9대대
- 제187지원대대, 1990년에 A중대가 제987인사근무중대로 재편성됨.
- 제756공병중대
- 제5기병연대, D중대

### 21세기
미주리주의 포트 레오나드 우드에서 제1군의 훈련부대로서 2007년 1월 23일부터 5월 17일까지 잠시동안 소집되었다.
- 본부 및 본부중대
- 제48보병연대, 1대대
- 제10보병연대, 2대대
- 제10보병연대, 3대대
- 제43대대 (AG)

## 기록

### 계보
- 1921년 6월 24일, Headquarters and Headquarters Company, 187th Infantry Brigade
→제187보병여단, 본부 및 본부중대
- 1925년 3월 23일, Headquarters and Headquarters Company, 187th Brigade
→제187여단, 본부 및 본부중대
- 1936년 8월 24일, Headquarters and Headquarters Company, 187th Infantry Brigade
→제187보병여단, 본부 및 본부중대
- 1942년 2월 12일, 94th Reconnaissance Troop
→제94수색중대
제3소대는 제188보병여단, 본부 및 본부중대를 재구상 및 변환하여 편성했다.
- 1942년 9월 15일, 94th Cavalry Reconnaissance Troop
→제94기병수색중대
- 1943년 8월 14일, 94th Reconnaissance Troop, Mechanized
→제94수색중대, 기계화
- 1947년 2월 6일, 94th Mechanized Cavalry Reconnaissance Troop
→제94기계화기병수색중대
- 1948년 3월 25일, 예비역 지정
- 1949년 2월 21일, 94th Reconnaissance Company
→제94수색중대
- 1962년 11월 5일, Headquarters and Headquarters Company, 187th Infantry Brigade
→제187보병여단, 본부 및 본부중대
제3소대는 제188보병여단, 본부 및 본부중대으로 복원되었다.

### 전역
| 스트리머                   | 내역                                               |
| -------------------------- | -------------------------------------------------- |
| 제2차 세계 대전, 유럽 전구 | - 오드프랑스 - 라인란트 - 안데스-알자스 - 중앙유럽 |

## 참고
- “Headquarters, 187th Infantry Brigade” (영어). 미국 육군 역사관. 2007년 4월 25일. 2017년 11월 15일에 확인함.